# رضا عبد العال
رضا عبد العال هو مدرب كرة قدم مصري ولاعب سابق كان يلعب في مركز خط الوسط.

## مسيرته الكروية

### بداياته
بدأ لعب كرة القدم في سن 10 سنوات ضمن مدرسة الكورة حتى سن 15 عامًا، وبعد سن الـ15 عامًا انتقل إلى نادي النيل للأدوية أحد فرق الدرجة الأولي في التسعينيات حتى أتم عامه الـ22.

### الزمالك
انتقل من نادي النيل للأدوية للزمالك مقابل 3 آلاف جنيه في موسم 1987–1988 بعد أن شاهده مسئولي الزمالك أثناء مباراة تجريبية للزمالك مع نادي النيل للأدوية، واستمر مع الفريق لمدة 6 سنوات، ونجح في تحقيق ثلاث بطولات للدوري وبطولتين كأس مصر، والبطولة الأفروآسيوية.

### الأهلي
وبعد نهاية موسم 1992–1993، كانت أول وأكبر ضجة عن انتقال لاعب من نادٍ لآخر حيث قرر رضا الرحيل عن الزمالك والانتقال لغريمه التقليدي النادي الأهلي. إذ فاز الأهلي بخدمات رضا بعد محاولات مستميتة من مسئولي نادي الزمالك للإبقاء عليه ووصل سعر رضا عبد العال إلى 625 ألف جنيه وهو رقم قياسي في ذلك الوقت.
وكان له إسهامات في فوز الأهلي بعدة بطولات للدوري العام وهو ضمن صفوفه، ويعد هدفه في جمهورية شبين الكوم موسم 1995–1996 في الدقيقة الرابعة من الوقت الضائع هو أبرز أهداف رضا مع النادي الأهلي حيث احتفظ للأهلي بفرصة ملاحقة الزمالك على قمة الدوري ثم الفوز بالبطولة في نهاية الأمر بعد ذلك.

استمر مع النادي الأهلي موسم 1993–1994 حتى 1998–1999، وحقق مع الفريق 5 بطولات للدوري وبطولتين للكأس والبطولة العربية وبطولة السوبر العربي.

### القناة
انتقل إلى القناة بالدوري الممتاز لمدة ثلاث أشهر، قبل أن يعلن اعتزاله كرة القدم.

### مع المنتخب
كان رضا لاعبًا دوليًّا في صفوف منتخب مصر، ولكن الكثيرين لا يعلمون أنه اشترك مع المنتخب المصري في التصفيات المؤهلة لكأس العالم سنة 1990 والتي أقيمت نهائياتها في إيطاليا، ولعب رضا تحت قيادة الجوهري مباراة واحدة في التصفيات.
كان رضا ضمن تشكيلة منتخب مصر لكرة القدم في كأس الأمم الأفريقية 1994. لعب بعض المباريات مع المنتخب في تصفيات كأس العالم 1994.

## مسيرته التدريبية
بعد اعتزاله كرة القدم حصل على الدورة الأساسية للتدريب، وتولى خلال تلك الفترة تدريب فريق بهتيم أحد فرق الدرجة الثانية، وحقق إنجازًا بتعادله مع الزمالك في كأس مصر بدون أهداف في استاد القاهرة. ثم خسروا بثلاثية على ملعب المقاولون العرب، وتولى تدريب فريق أوليمبك لمبارتين فقط، ثم انتقل للتدريب بالصعيد مع فريق نيل سوهاج موسم 2001–2002، وصعد به إلى القسم الثاني، ثم ترك الفريق موسمًا وعاد مجددًا لنيل سوهاج بعد موسم واحد ووصلوا إلى المركز الثالث.
بعد ذلك تولى تدريب عدة أندية في القسم الثاني وهم بني عبيد، والزرقا، ونبروة، ودمنهور، ثم العودة لنبروه مرة أخرى، قبل تدريب فريق طنطا لمدة 4 مواسم متتالية من 2010 حتى 2014.
وتولى مهمة القيادة الفنية للإنتاج الحربي في القسم الثاني موسم 2014–2015 وترك الفريق قبل ختام الموسم بخمسة مباريات، عقب تولي مؤمن سليمان المهمة، وصعد بالفريق إلى الدوري الممتاز قبل أن يتولى شوقي غريب المهمة.
وفي 11 مايو 2016 تولى قيادة فريق جمهورية شبين في دوري القسم الثاني الموسم التالي لموسم واحد بدلًا من ياسر رضوان الذي تولى تدريب فريق نجوم المستقبل، ولكن في 7 نوفمبر 2016 تقدم باستقالته عقب الخسارة من فريق كوكاكولا بهدفين نظيفين بالأسبوع الخامس من دوري القسم الثاني
وفي 12 ديسمبر 2016 تم تعيينه مدربًا لفريق ألعاب دمنهور، ولكن في 14 فبراير 2017 تقدم باعتذار رسمي لمجلس إدارة النادي عن استكمال مهام عمله مع الفريق خلال منافسات دوري القسم الثانى بعد الخسارة التي تلقاها الفريق على ملعبه من اتحاد نبروه بهدف نظيف، وجاء اعتذاره بسبب تدخل أحد أعضاء مجلس الإدارة في شئون الفريق وإصراره على تعيين مدرب من قطاع الناشئين بالنادي بالجهاز المعاون له مجاملة له وهو الأمر الذي رفضه تمامًا، إضافة إلى عدم صرف جزء من المستحقات المالية للاعبي الفريق، وعدم تدعيم الفريق بأي صفقة جديدة خلال فترة الانتقالات الشتوية، على الرغم من بيع نجم خط هجوم الفريق وجيه عبد الحكيم إلى الإسماعيلي مقابل 750 ألف جنيه.
وفي 12 يونيو 2017 تم تعيينه مدير فني لفريق نبروه استعدادًا لمنافسات دوري القسم الثاني بالموسم الجديد، ولكن في 6 أكتوبر
2017 اعتذر عن تدريب الفريق بعد 4 جولات على منافسات المجموعة الثالثة بدوري القسم الثاني.

## روابط خارجية
- رضا عبد العال على موقع الاتحاد الدولي (مؤرشف)  (الإنجليزية)
- رضا عبد العال على موقع قاعدة بيانات كرة القدم.إي يو (الإنجليزية)
- رضا عبد العال على موقع ناشيونال فوتبول تيمز (الإنجليزية)